# Branislav Rzeszoto
Branisvlav Rzeszoto (Žilina, 3 novembre 1975) è un ex calciatore slovacco, di ruolo portiere.

## Carriera

### Nazionale
Ha collezionato 3 presenze con la maglia della propria Nazionale.